# Harry Blank
Pour les articles homonymes, voir Blank.
Harry Blank, né le 24 mai 1925 à Montréal, est un homme politique québécois. Il est député à l'Assemblée législative du Québec de la circonscription de Saint-Louis pour le Parti libéral de 1960 à 1985,.

## Biographie
Il étudie aux écoles Strathearn, Devonshire et Aberdeen, l'école secondaire Baron Byng, et l'Université McGill.
De 1950 à 1960, il est avocat et procureur à Montréal.
Il est élu député libéral dans Montréal-Saint-Louis en 1960. Il est réélu en 1962 et dans Saint-Louis en 1966, en 1970, en 1973, en 1976 et en 1981. Il est vice-président adjoint de l'Assemblée nationale du 7 juillet 1971 au 2 mars 1973, puis vice-président du 2 mars 1973 au 14 décembre 1976. En 1985, il est défait comme candidat indépendant. Il retourne à la pratique du droit après cette défaite. 
En 1971, il est créé Conseil en loi de la Reine. 

## Service militaire
Membre du 2e Corps canadien en 1943 et du corps de l'infanterie canadienne en 1944, Blank est en service outre-mer avec le North Shore Regiment en 1944 et en 1945. Membre du Royal Montreal Regiment en 1945 et du Corps d'entraînement des officiers canadiens de McGill de 1946 à 1950.